# 천천동
천천동(泉川洞)은 수원시 장안구의 법정동이다. 경부선에 의해 동서로 나뉘어 서쪽은 율전동과 합쳐 율천동 행정동을 이루고 동쪽은 행정동 정자3동에 속해있다.
천천동의 두 지역은 율전동이나 정자동 및 팔달구 화서동을 거치지 않으면 서로 오갈 수 없었다. 2014년 말 두 구역을 연결하는 육교가 개설되었지만 여전히 차량으로는 두 지역을 직접 오갈 수 없다.
성균관대학교 자연과학캠퍼스는 법정동상으로 천천동, 행정동상으로 율천동에 위치해있다.

## 아파트
- 비단마을 영풍마드레빌 - 2001년 5월 입주 / 영풍산업
- 비단마을 신명 - 2001년 11월 입주 / 신명종합건설
- 비단마을 베스트타운 - 2001년 11월 입주 / 동부건설, 신성건설, 경남기업
- 비단마을 현대성우·우방 - 2002년 2월 입주 / 성우종합건설, 우방